# Володимир Катрюк
Володимир Катрюк (англ. Vladimir Katriuk, 1 жовтня 1921, с. Лужани, жудець Кіцмань, Буковина, Румунське королівство — 22 травня 2015, м. Ормстаун, регіон Монтережі, провінція Квебек, Канада) — канадський військовик і бджоляр українського походження, відомий як один із підозрюваних у спаленні села Хатинь (Білорусь) 1943 року. Під час цих подій служив у 118-му батальйоні шуцманшафту. Після Другої світової війни виїхав до Канади. Станом на рік смерті був другим у списку досі живих найрозшукуваніших нацистських воєнних злочинців за даними Центру Симона Візенталя.

## Життєпис
1942 року вступив до допоміжних сил німецької поліції — 115-го батальйону шуцманшафту. Пізніше з його частини сформовано 118-й батальйон шуцманшафту. У статті в журналі Holocaust and Genocide Studies, історик Лундського університету Пер Андерс Рудлінг, опираючись на протоколи допитів КДБ, написав, що за даними свідків, Володимир Катрюк був особливо активним учасником злочину в Хатині. Коли батальйон підпалив село, за свідченнями свідків процесу, Катрюк розстрілював із кулемета тих, хто зумів вибратися з вогню
Після вирішального наступу радянських військ 1944 року рештки 115-го та 188-го батальйону зі Східної Пруссії евакуйовано потягом до міста Безансон (Франція). Брав участь у тамтешньому Русі Опору, служив у Французькому іноземному легіоні (це була умова французької влади, щоб не видати Радянському Союзу колишніх бійців батальйону). Жив у Парижі під франко-українським іменем «Ніколя Шпірка». 1948 року одружився з француженкою Марією Стефані Кавум.
1951 року виїхав до провінції Квебек (Канада). Серед причин виїхати туди були: запрошення від осіб, які вже там жили, значна кількість українців у Канаді та франкомовність Квебеку (іммігрант не знав англійської).
1957 року подружжя Шпірок подали заяву на отримання канадського громадянства, а чоловік признався, що це його несправжнє прізвище. 1958 року пан і пані Катрюк отримали канадські паспорти.
Мешкав у містечку Ормстаун (регіон Монтережі), де тримав пасіку. 1999 року Федеральний суд Канади вирішив, що Катрюк надав неправдиві дані і приховував факти зі свого минулого під час отримання громадянства Канади, що є достатньою підставою для депортації, але не знайшов підтверджень того, що він вчиняв воєнні злочини, тому уряд Канади вирішив не позбавляти Катрюка громадянства.
Помер 2015 року від інсульту.